# Jacques Houriez
Jacques Houriez, né le 30 janvier 1935, est un historien français de la littérature.

## Biographie
Né en 1935, Jacques Houriez est docteur et docteur d'État ès lettres (1984).
Il est professeur émérite à l'université de Besançon depuis 2012.
Spécialiste de Paul Claudel, il a participé, sous la direction de Didier Alexandre et Michel Autrand, à l'édition de son Théâtre dans la Bibliothèque de la Pléiade. Il est membre du conseil d'administration de la Société Paul-Claudel,.

## Publications
- La Bible et le sacré dans Le Soulier de satin de Paul Claudel, Paris, Lettres modernes, 1987 (BNF 34930398).
- Le Repos du septième jour de Paul Claudel. Introduction, variantes et notes, Paris, Les Belles Lettres, 1987 (BNF 34969496).
- Dir., Claudel au jour le jour. Essai de chronologie claudélienne, 1910-1913, Fleury-sur-Orne, Minard, 1995 (BNF 37072107).
- L'Inspiration scripturaire dans le théâtre et la poésie de Paul Claudel. Premières œuvres, I, Paris, Les Belles Lettres, 1996 (BNF 36694205).
- L'Inspiration scripturaire dans le théâtre et la poésie de Paul Claudel. Les œuvres de la maturité, Paris, Les Belles Lettres, 1998 (BNF 36972962).
- Dir., Claude Louis-Combet. Mythe, sainteté, écriture, Paris, José Corti, 2000 (BNF 37120023).
- Paul Claudel ou Les Tribulations d'un poète ambassadeur. Chine, Japon, Paris, Paris, Honoré Champion, 2012 (BNF 42662452).
- Paul Claudel rencontre l'Asie du tao, Paris, Honoré Champion, 2016 (SUDOC 196436257).